# روبرت كامبل (لاعب كرة قدم)
روبرت كامبل (بالإنجليزية: Robert Campbell)‏ (27 يناير 1883 في المملكة المتحدة - 31 مايو 1942 باسكتلندا في المملكة المتحدة) هو لاعب كرة قدم بريطاني (وحمل سابقاً جنسية المملكة المتحدة لبريطانيا العظمى وأيرلندا) في مركز الدفاع. لعب مع نادي رينجرز ونادي سلتيك ونادي كيلمارنوك ونادي آير يونايتد ونادي كوينز بارك.